# Ана Виси
Ана Виси (на гръцки: Άννα Βίσση) е кипърска и гръцка поп изпълнителка, родена в Кипър.
Виси е сред първите гръцки артисти, които въвеждат западната поп и денс музика в гръцката лаико музика. Тя е една от най-ярките звезди на хибридния жанр, който процъфтява в средата на 1990-те години. Албумът ѝ „Kravgi“ е най-високо оцененият албум на 21 век, 7 пъти платинен. Виси прави опити за кариера в чужбина, повечето ѝ опити са пропаднали или са донесли отрицателни последици във вътрешната ѝ кариера. Чрез кариерата си, която продължава близо четири десетилетия, Виси повлиява на няколко поколения от нацията и артисти. Виси се превръща в един от най-продаваните артисти на всички времена в Гърция, след като продава над 10 милиона копия в целия свят.
Списание Форбс я класира като 15-ата най-влиятелна личност в Гърция и 4-ти по рейтинг артист.

## Биография

### Произход и детство
Ана Виси е родена на 20 декември 1957 г. в град Пила, област Ларнака, Кипър. Пее от 5-годишна и започва да учи музика на 6-годишна възраст в местната консерватория. След като излъгала, че е на 14 (не на 12) години в конкурс за млади таланти, се съревновава с Лия, по-голямата си сестра, и печели първа награда. 2 години по-късно за пръв пее в телевизионно предаване.
През 1973 г. семейството се мести в Атина, където продължава да учи в местната консерватория и пее на сцена в Плака с известни певци, като Йоргос Даларас, Харис Алексу и Василис Папаконстандину. Същевременно учи право в Атинския университет. Започва сериозно сътрудничество с композитора Ставрос Коюмцис, Микис Теодоракис (1974/5), Йоргос Хаджинасиос (1974), Дорос Георгиадис (1974), Никос Карвелас (по-късно неин съпруг) (1975) и Михалис Терзис (1976).

### В края на 1970-те
През 1977 е началото на кариерата ѝ. През същата година тръгва на турне с Йоргос Даларас и Харис Алексиу в Лондон. На Годишния фестивал за песни в Солун тя печели първите си две награди за певица и песен на годината, което е голям престиж за един млад изпълнител. През октомври издава дебютния си албум „As kanoume apopse mian arhi“ (Нека направим тази вечер началото). През 1979 издава втория си албум „Kitrino galazio“ (Жълто, синьо), който става най-продаваният албум на годината с над 120 000 копия. Най-известната песен от албума е песента „Autos, pou perimeno“ (Този, когото чакам).

### 1980 – 1995
През 1980 е избрана да представя Гърция на Евровизия с песента „Autostop“ (Автостоп) и завършва на 13-о място. Същата година издава албума „Nai“ (Да), който включва хитовете „Oso eho foni“ (Докато имам глас), „Methismeni politia“ (Пияно състояние) и „Den eimai monahi“ (Не съм самотна). Албумът става златен с продажбата на над 50 000 копия.
През 1981 издава „Anna Vissi“, от който се откроява песента „Kalimera kainourgia agapi“ (Добър ден нова любов). Албумът става златен по продажби.
През 1982 представя Кипър на Евровизия с песента „Mono i agapi“ (Само любовта), завършвайки на 5-о място.
Същата година издава „Eimai to simera kai eisai to htes“ (Аз съм днес, а ти си вчера). Това е първият албум изцяло композиран от Никос Карвелас, а текстовете са написани от Виси. Албумът е издаден под лейбъла на комбинация от фамилиите им Carvi, а не от музикална компания, затова не успява да се популяризира.
През 1983 се омъжва за Никос Карвелас – човекът, който ще напише най-големите ѝ хитове и ще я направи световноизвестна.
През 1984 Виси подписва договор с CBS Records, който по-късно става Sony Music Entertainment, което сътрудничество продължава до 2013 г. През март същата година издава „Na 'hes kardia“ (Да имаш сърце), който става златен. От него излизат хитовете „Zoi na ehoume“ (Живот да имаме) и „Kai eho tosa na thimamai“ (И имам толкова да си спомням).
На следващата година излиза „Kati simvenei“ (Нещо се случва) достигнал златен статус с 80 000 продадени единици. В него е включен първия ѝ мегахит „Dodeka“ (Дванадесет часа) или (Полунощ). Други известни песни от албума са „San kai mena kamia“ (Като мене никоя) и „Kati simvenei“.
Следва албумът „I epomeni kinisi“ (Следващият ход) включващ хитовете „Me agapi apo mena gia sena“ (С любов от мен за теб), „Pragmata“ (Нещата), „S'agapao teleia kai pavla“ (Обичам те точка и тире) и „Otan kanoume erota“ (Когато правим любов). Интересен е фактът, че това е първият албум на Sony Music, който излиза на CD заедно с оригиналната винилна плоча. Албумът се отличава с ясно поп звучене, което дава началото на поп звученето в Гърция, и е характерно за следващите албуми на Виси. „I epomeni kinisi“ става платинен и най-продаван албум на Ана Виси дотогава.
През февруари 1988 издава „Tora“ (Сега), където са включени хитовете „Ta mathitika hronia“ (Ученическите години), „De s'allazo“ (Не те променям), „1988 ki akoma s'agapo“ (1998 и още те обичам), „Ta koritsia einai atakta“ (Момичетата са палави) и „Tora“. Албумът става златен за няколко месеца, но Виси не спира дотук и през декември издава „Empnefsi“ (Вдъхновение). Този албум също става златен, а хитове стават заглавната песен, „Houla – Houp“ (Хавайски обръч) и „Efimerides“ (Вестници).
На 12 декември 1989 е издаден албумът „Fotia“ (Огън), водещата песен е „Pseftika“ (Фалшиви), която става най-големият хит в албума. Продажбите на албума възлизат на 180 000 копия, което го прави втори най-продаван през 1990. Хитовете от албума са „Balomataki“ (Шев), „Se skeftome sinehia“ (Мисля те непрекъснато), „Ksanagirisa“ (Завърнах се), „Fotia“ и „Kapnizo“ (Пуша).
През 1990 излиза „Eimai“ (Аз съм), който първоначално е трябвало да се казва „Ipervoles“ (Преувеличения), но в последния момент водещата песен е избрана за име на албума. Известни песни от албума са „Eimai“, „Fos“ (Светлина), „Ena sou leo“ (Едно ти казвам) и „Adika“ (Несправедливо). Албумът става златен по продажби.
През 1991 играе Кралицата/Розан в първата гръцка рок опера „Daimones“ (Демони), албумът с песните от операта става платинен.
През февруари 1992 издават общ албум с Никос Карвелас „Emeis“ (Ние), отново златен. Хитовете в него са заглавната песен и „De thelo na ksereis“ (Не искам да знаеш). На 24 декември 1992 Виси издава „Lambo“ (Блестя). Хитовете в него са „O, ti thes Ego“ (Каквото искаш Аз), Akoma mia" (Още веднъж), „Pikre mou“ (Горчилка моя), „Se hriazome“ (Нуждая се от теб) и „Lambo“. Албумът става платинен в Кипър.
На 22 декември 1994 излиза „Re!“ (Нали!), който е записан в Лондон. Успех имат песните „Re!“ и „Eimai poli kala“ (Много съм добре). През 1995 „Re!“ е преиздаден, а новото издание е освободено и в Турция. Новите песни в албума са „Eleni“ (Елена) и „Amin“ (Амин). Песента „Eleni“ е посветена на момиченце, което умира от рак, а последното ѝ желание е да се срещне с Виси. Тази песен е една от най-известните песни на Виси и с високо обществено значение. Албумът става златен, а в Турция двойно платинен. Същата година е домакин на шоуто „Me agapi, Anna“ (С любов, Ана), което след 10 епизода отпада от екран въпреки че споразумението е за 40 епизода. Компанията производител завежда дело за непрофесионално поведение срещу Виси, съдейки я за 2,3 милиона евро, но съдът решава тя да заплати само 200 000 евро.
През 1995 Виси издава „O! Kypros“ (О! Кипър), част от продажбите на албума отиват за благотворителна цел.

### 1996 – 2000
През февруари 1996 излиза „Klima tropiko“ (Тропичен климат), който достига тройно платинен статус и става най-високо оцененият албум на Ана Виси. Хитове в него стават „Trelenomai (Klima tropiko)“ (Полудявам), „Kai ti egine“ (И какво стана), „Parte ta ola“ (Вземете всичко), „Sentonia“ (Чаршафи) и „Paralio“ (Парализирам се).
Следващата година излиза „Travma“ (Рана) отново тройно платинен. Чрез този албум Ана Виси става известна в цял свят, печели множество награди и продава хиляди копия по целия свят. Тоталните хитове от албума са песните „Travma“, „Mavra gialia“ (Черни очила), „To apolito keno“ (Пълна празнота), „Ntrepomai“ (Срамувам се), „Se thelo, me theleis“ (Искам те, искаш ме) дует със Сакис Рувас и „Na 'sai kala“ (Да си добре).
През 1998 г. се появява „Antidoto“ (Противоотрова) записан в Лондон. Това е първия албум в историята на гръцката музика, който продава над 80 000 копия в първата седмица от излизането си и в крайна сметка получава сертификат три пъти платинен. Най-големите хитове в албума се налагат песните „Erotevmenaki“ (Малка любов), „Antidoto“, „Methismeni mou kardia“ (Мое пияно сърце), „S'eho epithimisi“ (Липсваш ми), „Gazi“ (Газ), „Mou anikeis“ (Принадлежиш ми), „Pali gia sena“ (Пак за теб) и „Magkava tout“ дует с Парис Караянопулос. За корица на обложката е използвана снимка от албума „Travma“, в която Ана Виси е представена като горгоната Медуза, а допълнителните снимки за обложката са от клипа на „Erotevmenaki“. Албумът е издаден в международни опаковки във Франция, Германия и Южна Африка.
След кратка почивка Ана Виси се завръща на музикалната сцена и през 2000 г. пуска сингъла „Everything I Am“ (Всичко съм аз), видеоклипът на песента струва 80 000 000 драхми ($310 000). През октомври издава албум на английски език, който носи името „Everything I Am“. Други известни песни от албума са „Still in Love with You“ (Още те обичам) и „Forgive me this“ (Прости ми това). Албумът става златен в Гърция и платинен в Кипър. През същата година издава друг CD сънгъл „Agapi ipervoliki“ (Любов прекалена), който достига до 4× платинен статус в Гърция и Кипър. На 23.11 същата година излиза албума ѝ „Kravgi“ (Писък), който е двоен албум, включващ дует с друга велика гръцка певица Кети Гарби. За един месец албумът постига нов рекорд в гръцката музикална индустрия и става 3× платинен, а през януари 2001 е обявен за 7× платинен както в Гърция така и в Кипър.
Този албум е един от най-успешния на всички времена в Гърция освен него live албумът на Нотис Сфакианакис, „XXX Enthimion“ (Тридесет спомена) през 1999, също получава такъв статус. „Kravgi“ е разпространен по целия свят, а в Турция постига златен сертификат. Големите хитове в него са „Kravgi“, „Horis to moro mou“ (Без моето мило), „Kalitera oi dio mas“ (По-добре ние двете) дует с Гарби, „De me agapas“ (Не ме обичаш), „Ola ta lefta“ (Всичките пари), „Atmosfera ilektrismeni“ (Наелектризираща атмосфера), „To poli poli“ (Най-много) и „Kaka paidia“ (Лоши момчета).

### 2002 – 2012
„X“ (Хи – буква от гръцката азбука) е поредният албум на Гръцката поп икона, излязъл през 2002 година, по-късно албумът е разпространен и в Турция. Най-големият хит в албума е водещата песен „Taseis aftoktonias“ (Склонност към самоубийство), с която Ана Виси печели награда за „Видеоклип на годината“, а за успеха си през годината и „Най-добра поп певица“ от наградите на Arion Music през 2003. Другите хитове в албума са песните „Tifli embistosini“ (Сляпо доверие), „Pes to xana“ (Кажи го отново) „Sinharitiria“ (Поздравления), „Martirio“ (Мъчение) дует с Янис Париос и „X“.
На 5 декември 2003 е реализиран албумът „Paraksenes eikones“ (Странни картини), който отново е двоен албум. Един от хитовете в албума е песента „Eisai“ (Ти си), който по-късно става „Call me“ (Обади ми се) през 2005 и е международен хит.
С най-големия хит от албума „Treno“ (Влакът) Виси печели наградите на MAD TV за „Най-добра лаико песен“, „Артист на годината с най-добре изиграно видео“ и „Най-добре облечен артист във видео“.
На 28 септември 2005 излиза „Nylon“ (Найлон), който за 24 часа става платинен. Месец по-късно албумът е издаден на DualDisc формат, първи по рода си в Гърция, със заглавието „Nylon: DualDisc“. Тази версия включва бонус песни, както и специални кадри от звукозаписното студио. С участието на Ана Виси за Гърция в Евровизия през 2006, албумът отново е преиздаден като са включени 6 песни на английски език. Албумът по-късно е разпространяван в Турция, Германия, Австрия, Швейцария и Тайван.
През декември 2008 е издаден „Apagorevmeno“ (Забранено), който за първи път не включва песни композирани от Никос Карвелас. Албумът е произведен в Лос Анджелис с главен продуцент Грейг Ладани. През ноември 2009 албумът е преиздаден с 3 нови песни и един ремикс. Тоталните хитове в албума са песните „Stin pira“ (В огъня), с която Ана Виси печели няколко престижни награди, „Apagorevmeno“, „Alitissa psihi“ (Скитническа душа) клипирана в аризонската пустиня и „Apo makria kai agapimenoi“ (Любов от разстояние) заснет на концерта ѝ на остров Санторини (Гърция) по време на лятното ѝ турне през 2009. Други известни песни са „Gia ena lepto“ (За една минута), „To tavli“ (Таблата), „Fabulous“ (Невероятна), „Ego s' agapao“ (Аз те обичам), „Kontra“ (Срещу) и „To parelthon mou“ (Миналото ми).
В статия на Ана Влавиану от вестник „To Vima“ за „Златното трио на гръцкия поп“, което е представлявано от Ана Виси, Деспина Ванди и Сакис Рувас. Тя посочва Виси като „Най-гласовитият упадък от групата“, заради честото ѝ отсъствие от гръцката сцена, провалът ѝ на Евровизия и преследването на кариера в чужбина. Освен това, докато в предходните години, трябва да съперничи с Ванди и да привлече общественото любопитство за това кой ще излезе на върха, Ана Влавиану посочва Елена Папаризу – за замяна на двете певици, като най-съвременната певица през втората половина на десетилетието. Журналистът – Харис Симвулидис твърди, че Виси прави опит да се изравни със своите съвременници Елена Папаризу и Пеги Зина – двете най-успешни и съвременни гръцки певици в края на първото и началото на второто десетилетие на 21 век.
Последният издаден албум е „Agapi einai esi“ (Любовта е Ти), първоначално издаден като CD сингъл, а по-късно и като албум. На четвъртата седмица от излизането си става златен. Повечето песни в албума са създадени от Никос Карвелас. Известни песни от албума са „Agapi einai esi“, „Gia ola ftei o Theos“ (За всичко е виновен Бог), Vampir" (Вампир), „Ombrella“ (Чадър), „De tha iparksei allo“ (Няма да има друго), „Protereotita“ (Приоритет) и „Etsi mono aksizei“ (Само така си струва).
През 2011 Виси и Дейв Стюарт пускат нов видеоклип на дуета си „Leap of Faith“ (Приемам на доверие), който придобива по-голяма известност. На 5 декември 2011 излиза песента „Mono an trelatho“ (Само ако полудея), а през февруари 2012 „Ora na fevgo“ (Време да тръгвам), която се сдобива с видеоклип и песента става голям хит. През месец март 2012 пуска песента „Mia nixta to poli“ (Една нощ най-много). На 28 юни е промотиран нов видеоклип „Tiranniemai“ (Измъчвам се). Песента заема първо място в повечето гръцки класации и става тотален хит, така Виси измества Ванди от победната ѝ серия. През юли е пусната песента „Venzini“ (Бензин), отново дело на Никос Карвелас. „Tiranniemai“ е пуснат като CD сънгъл на 20 юли и включва всичките ѝ песни от 2012. За три дни са продадени 500 копия. През есента на 2012 Виси започва концертни изяви в клуб „Kentro Athinion“, а концертната серия се нарича „LAV“. За първи път там представя новата си песен „Den einai psema“ (Не е лъжа). Тази песен се превръща в голям хит като „Tiranniemai“.
На 27 ноември в „Kentro Athinion“ се случва инцидент, в който Ана Виси пада от двуметрова платформа, заради техническа грешка несъобразена от екипа. Инцидентът хвърля в потрес гръцките изпълнители и фенове, а Виси прекарва седмица в болницата, но няма сериозни увреждания. Концертната ѝ дейност е прекратена за две седмици, след което се завръща на сцената на „LAV“. Sony Music пуска компилационен албум на Виси „Access all areas“ (Достъп до всички области), който включва 84 песни. За коледните празници Виси пуска песента „Kala Hristougenna“ (Весела Коледа), а за рождения ѝ ден излиза „Protimo“ (Предпочитам), която има голям успех.

### 2013 –
На 14 февруари 2013 издава нова песен „Pio megali apati einai o erotas“ (Най-голямата измама е любовта), която е изпълнена само на пияно от Карвелас. На 22.03 започва нова премиера на рок операта „Daimones“, която има успех. На 01.04 се появява на концерт в Никозия, Кипър, за да подпомогне хората в нужда от създалата се икономическата криза в страната. През ноември Виси подписва с Panik Records под лейбъла Panik Gold. По същото време е пусната песента „I kathimerinotita mas“ (Ежедневието ни), песента дебютира на второ място в гръцките класации. През декември пуска дует с Андонис Ремос „Ena i kanena“ (Едно или нищо).
През април 2014 пуска песента „Kaliteres meres“ (По-добри дни). През юли ректорът на университета в Болтън присъжда почетен докторат по изкуство на Ана Виси за приноса ѝ към музиката.
През октомври започва турне в Австралия и Канада, за да помогне за възстановяването на гръцката православна църква. След като се завръща, пуска ремикс на песента „Apolito keno“ с участието на рапъра Mike.
През октомври 2015 се появява песента „Gia sena“ (Заради теб) – текст и музика Никос Карвелас, която е първата песен от новия ѝ албум. На 30 ноември е издаден албумът „Sinentefxi“ (Интервю).

## Дискография

### Greeks Album
- 1977: As Kanoume Apopse Mian Arhi
- 1979: Kitrino Galazio – Platinum
- 1980: Nai – Gold
- 1982: Anna Vissi – Gold
- 1982: Eimai To Simera Kai Eisai To Htes
- 1984: Na 'Hes Kardia – Gold
- 1985: Kati Simvenei – Gold
- 1986: I Epomeni Kinisi – Platinum
- 1988: Tora – Gold
- 1988: Empnefsi! – Gold
- 1989: Fotia – Platinum
- 1990: Eimai – Gold
- 1992: Emeis – Gold
- 1992: Lambo
- 1994: Re! – Gold
- 1995: O! Kypros
- 1996: Klima Tropiko – 3× Platinum
- 1997: Travma – 3× Platinum
- 1998: Antidoto – 3× Platinum
- 2000: Kravgi – 7× Platinum
- 2002: X – 2× Platinum
- 2003: Paraksenes Eikones – 2× Platinum
- 2005: Nylon – Platinum
- 2008: Apagorevmeno – 2× Platinum
- 2010: Agai einai esi – Gold
- 2015: Sinentefxi

### English Album
- 2000: Everything I Am – Gold

### Live albums
- 1993: Live! – Platinum
- 2004: Live – Platinum

### Soundtrack Albums
- 1991: Daimones – Platinum
- 1992: Ode to The Gods
- 2002: Mala – I mousiki tou anemou – Gold

### Singles
- 1980: Autospot
- 1982: Mono i agapi
- 1995: Eimai poli kala
- 1995: Min ksehnas
- 1995: Amin
- 1997: Forgive Me This
- 2000: Everything I Am – Platinum
- 2000: Agapi Ypervoliki – 4× Platinum
- 2004: Remixes 2004 – Gold
- 2005: Call Me – Gold
- 2006: Everything – Gold
- 2010: Agapi einai esi
- 2012: Tiranniemai

### DVD's
- 2001: Anna Vissi: The Video Collection – Gold
- 2005: Anna Vissi Live – Gold

## Награди
Arion Music Awards
| Година | Номинация              | Награда                |
| ------ | ---------------------- | ---------------------- |
| 2002   | Kravgi                 | Певица на годината     |
| 2003   | X                      | Поп певица на годината |
| 2003   | Taseis aftoktonias     | Видеоклип на годината  |
| 2004   | Paraksenes eikones     | Най-добра лаико певица |
| 2004   | Treno                  | Видеоклип на годината  |
| 2004   | Treno                  | Песен на годината      |
| 2005   | Min psahneis tin agapi | Видеоклип на годината  |

Greek Pop Corn Music Awards
| Година | Номинация           | Награда                       |
| ------ | ------------------- | ----------------------------- |
| 1992   | De thelo na ksereis | Най-добър женски вокал        |
| 1996   | Klima tropiko       | Певица на годината            |
| 1996   | Parte ta ola        | Най-добро изпълнение          |
| 1996   | Parte ta ola        | Най-голям Airplay сингъл      |
| 1997   | Travma              | Певица на годината            |
| 1997   | Travma              | Най-добро изпълнение          |
| 1997   | Travma              | Най-добро сценично изпълнение |
| 1997   | Travma              | Най-добра обложка на албум    |
| 1997   | Travma              | Албум на годината             |
| 1997   | Travma              | Песен на годината             |
| 1997   | Travma              | Най-голям Airplay сингъл      |
| 1998   | Antidoto            | Певица на годината            |
| 1998   | Gazi                | Най-добър женски вокал        |
| 1998   | Anna Vissi          | Най-добро сценично изпълнение |
| 1999   | Anna Vissi          | Певица на годината            |
| 1999   | De thelo na ksereis | Песен на десетилетието        |
| 2000   | Kravgi              | Певица на годината            |
| 2000   | Afti ti fora        | Най-добро изпълнение          |
| 2000   | Anna Vissi          | Най-добро сценично изпълнение |
| 2000   | Agapi ipervoliki    | Най-добър сингъл              |

MAD Video Music Awards
| Година | Номинация              | Награда                     |
| ------ | ---------------------- | --------------------------- |
| 2004   | Treno                  | Най-добро лаико видео       |
| 2004   | Treno                  | Най-добро женско видео      |
| 2004   | Treno                  | Най-добро облекло във видео |
| 2004   | Anna Vissi             | Изпълнител на годината      |
| 2005   | Exo pethani gia sena   | Най-добро денс видео        |
| 2005   | Min psahneis tin agapi | Най-секси артист във видео  |
| 2006   | Erota i polemo         | Най-добро хип-хоп видео     |
| 2009   | Stin pira              | Модна икона на годината     |
| 2009   | Stin pira              | Най-добър текст             |

Balkan Music Awards
| Година | Номинация  | Награда                                                                            |
| ------ | ---------- | ---------------------------------------------------------------------------------- |
| 2010   | Anna Vissi | Изключителен принос за развитието и популяризирането на балканската музика за 2009 |
| 2010   | Stin pira  | Най-добър видеоклип на балканите за 2009                                           |

Cyprus Music Awards
| Година | Номинация      | Награда                   |
| ------ | -------------- | ------------------------- |
| 2006   | Erota i polemo | Най-добър дует            |
| 2006   | Everything     | Певица на годината        |
| 2006   | Everything     | Видеоклип на годината     |
| 2006   | Call me        | Най-добре продаван сингъл |